# Danh sách chuyến lưu diễn của Beyoncé

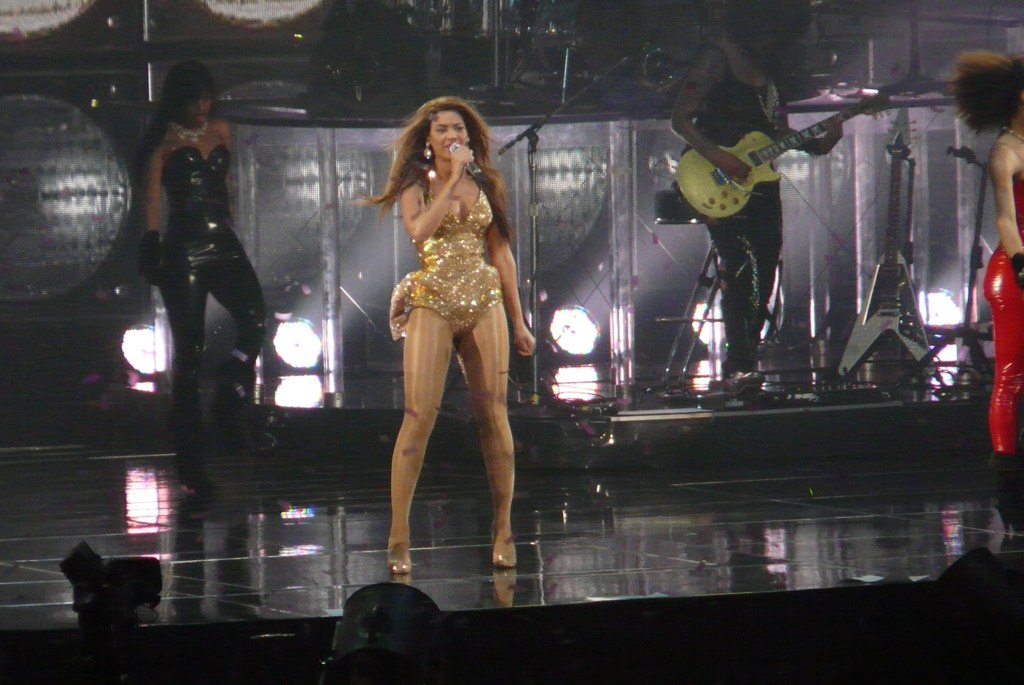
Knowles trình diễn ca khúc "Crazy In Love" trong tour diễn I Am... Tour.

Beyoncé Knowles là một ca sĩ R&B, nhạc sĩ, nhà sản xuất âm nhạc, người mẫu và là một nữ diễn viên người Mỹ. Tour diễn đầu tiên của cô được thực hiện ở Châu Âu, tại đây cô đã trình diễn đến 9 buổi diễn năm 2003. Năm sau, cô thực hiện tour diễn đầu tiên ở Nam Mĩ mang tên Verizon Ladies First Tour, cùng 25 buổi diễn với ba nghệ sĩ khác là Alicia Keys, Missy Elliott & Tamia. Năm 2007, cô thực hiện tour diễn vòng quanh thế giới mang tên The Beyoncé Experience gồm 97 buổi diễn và trở thành một trong những tour diễn thành công nhất năm đó (sau Back to Basics Tour).
Năm 2009-2010, cô bắt đầu tour I Am... Tour, và đã trình diễn hơn 108 buổi diễn ở 78 thành phố cùng 32 đất nước với 6 Châu lục khác nhau. Sau đó, cô thực hiện một tour diễn nhỏ ở Las Vegas mang tên I Am... Yours gồm 4 buổi diễn thân mật cùng khán giả

## Các tour lưu diễn
| Năm | Tựa                       | Diễn ra                                                    | Số buổi diễn |
| --- | ------------------------- | ---------------------------------------------------------- | ------------ |
| 2003 | Dangerously in Love Tour  | 3 tháng 11 năm 2003 – 19 tháng 11 năm 2003 (Châu Âu)       | 9            |
| Tour diễn đầu tiên của cô được thực hiện tại châu Âu. Mở màn tại Manchester, Anh. Trong tour diễn năm 2003, Knowles đã hát các ca khúc trích từ album của cô Dangerously in Love cùng một liên khúc mang tên "DC", gồm những ca khúc từ nhóm nhạc cũ của cô, Destiny's Child. Ngay sau đó, tour được chuyển thành Verizon Ladies First Tour. |                           |                                                            |              |
| 2004 | Verizon Ladies First Tour | 12 tháng 3 năm 2004 – 19 tháng 4 năm 2004 (Nam Mĩ)         | 25           |
| Tour lưu diễn này theo sát Beyoncé là ba nghệ sĩ nữ khác là Alicia Keys, Missy Elliott, và Tamia. Danh sách ca khúc của tour diễn ấy không chỉ gồm những bài hát từ album của cô, Dangerously In Love mà còn cả những ca khúc của nhóm Destiny's Child. Tour diễn còn gồm hai ca khúc nhạc phim của The Fighting Temptations là "Fever" và "Summertime"). Tour diễn được thực hiện vòng quanh nước Mĩ và được tài trợ bởi Steve Madden và L'Oréal. |                           |                                                            |              |
| 2007 | The Beyoncé Experience    | 10 tháng 4 năm 2007 – 30 tháng 12 năm 2007 (Toàn thế giới) | 97           |
| Tour diễn này được Knowles thực hiện cùng ê-kíp nữ cùng sự xuất hiện của ban nhạc do cô sáng lập Suga Mama. Đĩa DVD của Tour The Beyoncé Experience, được thực hiện từ 10 tháng 4 năm 2007 và kết thúc 12 tháng 12 năm 2007, chính là ngày quay DVD. Đĩa DVD này được phát hành ngày 20 tháng 11 năm 2007. |                           |                                                            |              |
| 2009–2010 | I Am... Tour              | 26 tháng 3 năm 2009 – 18 tháng 2 năm 2010 (Toàn thế giới)  | 105          |
| Tour diễn thứ ba của Beyoncé được thực hiện nhằm để quảng bá album phòng thu I Am... Sasha Fierce của cô. Tour diễn được thực hiện ở Châu Mĩ, Châu Âu, Châu Á, Châu Phi và Châu Úc. DVD cho tour diễn này được quay ở nhiều buổi diễn toàn thế giới và được phát hành ngày 30 tháng 11 năm 2010. |                           |                                                            |              |

## Tour quảng bá
| Năm  | Tựa           | Album quảng bá       | Danh sách ca khúc |
| ---- | ------------- | -------------------- | --- |
| 2009 | I Am... Yours | I Am... Sasha Fierce | "Hello", "Halo", "Irreplaceable", "Sweet Dreams"/"Dangerously in Love 2"/"Sweet Love" (Liên khúc), "If I Were a Boy", "Scared of Lonely", "That's Why You're Beautiful", "Satellites", "Resentment", "Déjà Vu", "I Wanna Be Where You Are", Liên khúc Destiny's Child, "'03 Bonnie & Clyde", "Work It Out", "Crazy in Love", "Naughty Girl", "Get Me Bodied", "Single Ladies (Put a Ring on It)", "Kết thúc" |

## Buổi diễn Từ thiện
| Năm  | Tựa   | Danh sách ca khúc                                   |
| ---- | ----- | --------------------------------------------------- |
| 2003 | 46664 | "World Prayer" (cùng Bono) và "Dangerously In Love" |

## Các buổi diễn trực tiếp
| Năm  | Tựa                                                        | Chủ đề                | Ca khúc trình bày |
| ---- | ---------------------------------------------------------- | --------------------- | ----------------- |
| 2008 | Stand Up To Cancer                                         | Truyền hình trực tiếp | "Just Stand Up!"  |
| 2010 | Hope for Haiti Now: A Global Benefit for Earthquake Relief | Truyền hình trực tiếp | "Halo"            |

## Phát hành đĩa DVD
| Tựa | Năm  | Vị trí                     | Vị trí                   | Vị trí | Vị trí | Vị trí | Vị trí | Vị trí | Vị trí | Vị trí | Vị trí | Chứng nhận                       | Tour diễn                |
| Tựa | Năm  | Bảng xếp hạng album tại Mĩ | Bảng xếp hạng DVD tại Mĩ | Anh    | Canada | Úc     | Đức    | Pháp   | Ý      | Nhật   | NLD    | Chứng nhận                       | Tour diễn                |
| --- | ---- | -------------------------- | ------------------------ | ------ | ------ | ------ | ------ | ------ | ------ | ------ | ------ | -------------------------------- | ------------------------ |
| Live at Wembley - Phát hành: 27 tháng 4 năm 2004 - Định dạng: CD/DVD                                                    | 2004 | 17                         | —                        | 2      | 5      | 7      | 59     | 9      | 5      | 8      | —      | - RIAA: 2× Bạch kim              | Dangerously in Love Tour |
| Beyoncé The Ultimate Performer - Phát hành: 24 tháng 11 năm 2006 - Định dạng: DVD                                       | 2006 | —                          | 20                       | —      | —      | —      | —      | —      | —      | —      | —      |                                  | The Beyoncé Experience   |
| The Beyoncé Experience Live - Phát hành: 20 tháng 11 năm 2007 - Định dạng: DVD, Blu-ray                                 | 2007 | —                          | 2                        | 14     | —      | 8      | —      | 9      | 9      | 9      | 2      | - RIAA:3× Bạch kim               | The Beyoncé Experience   |
| I Am... Yours: An Intimate Performance at Wynn Las Vegas - Phát hành: 24 tháng 11 năm 2009 - Định dạng: CD/DVD, Blu-ray | 2009 | —                          | 1                        | —      | —      | 15     | —      | —      | —      | 66     | 4      | - RIAA: 2× Platinum              | I Am... Yours            |
| I Am... World Tour - Phát hành: 26 tháng 11 năm 2010 - Định dạng: CD/DVD, Blu-ray                                       | 2010 | —                          | 1                        | 5      | —      | 6      | —      | —      | —      | —      | —      | - RIAA: 2× Bạch kim - ARIA: Vàng | I Am... Tour             |

## Liên kết
- Trang chính thức của Beyoncé Lưu trữ ngày 18 tháng 11 năm 2010 tại Wayback Machine